# El diablo cojuelo
El diablo cojuelo es la obra más popular de Luis Vélez de Guevara y fue publicada en 1641. Sus ediciones son innumerables, y entre sus traducciones, hay que destacar la de Alain-René Lesage (París, 1707), que más que una traducción es una adaptación, hecha con suma discreción y buen gusto pero con menos verdad y realismo que la original y, sobre todo, con mayor falsedad en los tipos y costumbres. En 1918 se publicó la primera edición crítica de la mano de Francisco Rodríguez Marín.
Según el hispanista norteamericano George Ticknor, es la más picante y animada entre todas las sátiras en prosa de la literatura moderna.

## Argumento
Un estudiante saca al diablo de la redoma en que un mago le había encerrado y el diablo, agradecido, lleva a su libertador por los aires y va enseñándole uno por uno el interior de las casas, cuyos techos levanta como si se tratara de casas de juguete y así pueden contemplar a sus habitantes en la mayor intimidad, tal como son, con todos sus vicios y cualidades.

## Estructura
La obra carece de unidad. Se halla dividida en diez trancos, para simbolizar los saltos que realizan los dos protagonistas de un lugar a otro y ofrecer al lector una visión general de la sociedad de la época.

## Lenguaje y estilo
El lenguaje de la obra resulta oscuro en ciertas ocasiones debido a su estilo rebuscado y culto. Su estilo es, principalmente, conceptista, en la línea de autores contemporáneos como Baltasar Gracián. 
Gracias a la originalidad en el estilo y el ingenio del autor, la materia tratada pasa a un segundo plano.

## Sentido
Se trata de una novela satírica y moral, por lo tanto, su principal objetivo es la crítica. Durante el siglo XVII, este tipo de escritos inundaron la literatura española, como en el Guzmán de Alfarache, de Mateo Alemán, o en las obras de Miguel de Cervantes, de Francisco de Quevedo, etc. 
En este caso, la obra satiriza a la sociedad de la época. Mediante la contemplación de las casas de la sociedad española, el autor pretende mostrar la verdadera faceta de cada clase y sus costumbres. Es un tema muy recurrido durante el Barroco español, debido al concepto del desengaño, tan cultivado, y que causaba tanta preocupación entre los autores del momento.